# Johnny Borrell
Pour les articles homonymes, voir Borrel.
Johnny Borrell (né le 4 avril 1980 à Muswell Hill, Londres, Angleterre, de son vrai nom Jonathan Edward Borrell) est le chanteur, le guitariste et compositeur du groupe anglais Razorlight.

## Biographie
Il a grandi dans la ville de Londres, à Muswell Hill, où il réside actuellement, et a fréquenté l'école de Highgate avec John Hassall, le bassiste des Libertines et actuel frontman de Yeti. Il a ensuite formé Razorlight avec Carl Dalemo, Smith Christian Pancorvo et Björn Ågren. Ils ont sorti un premier album, Up All Night en 2004, suivi en 2006 d'un second opus éponyme acclamé par la critique.

## Réputation et polémique
Johnny Borrell est connu pour son attitude arrogante envers la presse et sa confiance illimitée en ses capacités. Des journalistes du New Musical Express ont récemment fait allusion à une tension entre Borrell et les deux membres suédois de la bande, qui estiment qu'il ne passe pas suffisamment de temps avec eux.
« J'ai fumé mon premier joint quand j'avais 13 ans puis j'ai pris beaucoup d'acide, que j'ai abandonné vers 16 ans. J'avais 17 ans quand j'ai essayé la première fois l'héroïne. C'était des années sombres pour moi. J'avais l'habitude de travailler sur le marché de Camden, je me faisais de l'argent en quelques jours, puis j'achetais des drogues dures avec. ». Il réalise ensuite que la drogue freine sa créativité et que, s'il veut réussir dans la musique, il devra passer par la case cure de désintoxication.

### Borrell etLes Libertines
Borrell quitte les Libertines en prétextant qu'ils manquaient d'ambition. Il monte son propre groupe, Razorlight, en 2002. Ils deviennent vite populaire et leur premier album Up all night est propulsé à la troisième place des charts anglais. Les critiques sont bonnes dans l'ensemble, mais certain disent que leur album manquent d'originalité et que leur son est similaire à ceux des Strokes et de tous les grands groupes de rock. En ces temps, Johnny était très prétentieux, il irait jusqu'à dire "Si Dylan était éplucheur de patate, je boirai le champagne". Leur deuxième album, Razorlight, est beaucoup plus pop. Maintenant Johnny est plus philosophe : "Je continue à dire que notre deuxième album est très bon. Je pense que maintenant on peut aller où on veut"
Le talent de Johnny Borrell étonne, sa façon de bouger sur scène plaît. En concert, toujours vêtu de blanc, il saute, mouille le tee-shirt et l'enlève pour dévoiler son torse imberbe. Mais jamais Trash, le Johnny Borrell est un animal subtil dans sa transe.
Borrell fait partie du « Dalston Set », une clique d'amateurs d'indie liés au développement de la scène de Londres du début des années 2000, tout comme Dominic Masters de The Others, Pete Doherty, Carl Barat, John Hassall et les Queens of Noize. Johnny Borrell aurait été brièvement bassiste de remplacement des Libertines avant qu'ils aient été signés, mais dans des interviews récentes il a affirmé que c'était faux, et qu'il avait toujours été le bassiste régulier du groupe. Il paraît que Borrell aurait été renvoyé des Libertines pour son comportement incertain et parce qu'il n'était pas assez présent dans le groupe, mais en général il y a peu d'animosité entre les deux groupes (Razorlight, le "nouveau groupe" de Borrell et les Libertines), et Borrell est également resté ami avec Carl Barât (également ex-membre du groupe Libertines, ancien leader des Dirty Pretty Things). La chanson des Libertines « The Boy Looks at Johnny » est, d'après certaines rumeurs, adressée à Borrell, et celle de l'album de Razorlight « Dalston » serait pour Peter Doherty, lui disant de se calmer à propos de la drogue ("Don't go back to Dalston"). Une autre chanson de Razorlight « Up all night » parlant également de la drogue mais étant souvent interprétée comme une chanson d'amour, serait aussi adressée à Pete Doherty.

### Borrell etThe Kooks
Dans l'édition du 17 mai 2006 du New Musical Express (magazine anglais consacré à la musique), Borrell s'en est pris aux favoris du NME, The Kooks, laissant entendre que The Kooks « s'étaient vendus » à l'industrie de la musique en signant chez Virgin Records et en modifiant leur musique pour qu'elle soit plus commerciale. Ironiquement, BBC Radio 1, supposée soutenir The Kooks, avait organisé peu de temps auparavant sur son antenne une « semaine Razorlight », coïncidant avec la sortie du deuxième album du groupe et assurant sa promotion.

## Divers
- Dans le disque de Razorlight sorti en 2004 Up All Night, Johnny Borrell a enregistré le numéro de la compagnie Vice dans le titre « Vice ». Le numéro cité est le 07761-010-233, bien que l'authenticité de ce numéro ait été contestée. Dans le clip vidéo, on voit Johnny Borrell dans une cabine téléphonique avec des annonces pour des prostituées sur les murs, comme dans de nombreuses cabines téléphoniques de Londres. Le numéro de téléphone de chaque annonce sur le mur est également 07761-010-233.
- Johnny Borrell est supporter du club de football de Chelsea.
- Johnny Borrell est un grand fan de cricket et membre du Middlesex County Cricket Club. Son ambition est d'approcher une moyenne de 35.00 dans ce sport.
- Il parle très bien le français, quoique avec le fameux british accent, comme on a pu le voir lors de ses passages dans l'émission française Taratata (4 fois) et Le Grand Journal (2 fois).